# Sylvia Bataille
Sylvia Bataille, nata Sylvia Maklès (Parigi, 1º novembre 1908 – Parigi, 22 dicembre 1993), è stata un'attrice francese.

## Biografia
Attrice di una certa fama, iniziò a lavorare in teatro con Jacques Prévert. Ebbe tre sorelle: Rose (che sposò il pittore André Masson), Bianca (attrice, conosciuta con il nome di Lucienne Morand e sposata allo scrittore surrealista Théodore Fraenkel) e Simone (moglie dello scrittore Jean Piel).
Allieva di Charles Dullin, nel 1928 sposò il letterato francese Georges Bataille, dal quale avrà una figlia, Laurence (1930-1986, psicoanalista) e dal quale nel 1934 si separerà, per poi divorziare nel 1946.
Dal 1938 fu la compagna dello psicanalista Jacques Lacan, che poi sposò nel 1953 e dal quale nel 1941 ebbe una figlia, Judith, divenuta filosofa e moglie dello psicanalista Jacques-Alain Miller.
Si ritirò dalle scene nel 1950.

## Filmografia parziale
- Una volpe a corte (Le Roman de Renard), regia di Irene Starewicz (1930) (voce)
- L'allegro volo (Adémaï aviateur), regia di Jean Tarride (1934)
- Jenny, regina della notte (Jenny), regia di Marcel Carné (1936)
- Il delitto del signor Lange (Le crime de Monsieur Lange), regia di Jean Renoir (1936)
- La scampagnata (Partie de campagne), regia di Jean Renoir (1936)
- Topaze, regia di Marcel Pagnol (1936)
- L'insidia dorata (Forfaiture), regia di Marcel L'Herbier (1937)
- L'assassinio del corriere di Lione (L'affaire du courrier de Lyon), regia di Claude Autant-Lara (1937)
- Carico bianco (Cargaison blanche), regia di Robert Siodmak (1937)
- L'avventuriero di Tolosa (Serge Panine), regia di Charles Méré, Paul Schiller (1939)
- I figli della strada (L'Enfer des Anges), regia di Christian-Jaque (1941)
- Mentre Parigi dorme (Les Portes de la nuit), regia di Marcel Carné (1946)
- Aller et retour, regia di Alexandre Astruc (1948)
- Il mio uomo sei tu (Julie de Carneilhan), regia di Jacques Manuel (1950)